# Glycaspis wakelburae
Glycaspis wakelburae är en insektsart som beskrevs av Moore 1970. Glycaspis wakelburae ingår i släktet Glycaspis och familjen rundbladloppor. Inga underarter finns listade i Catalogue of Life.